# Death Wish 2
Death Wish 2 hay Death Wish II (tiếng Việt: Điều ước tử thần 2) là một bộ là 1 bộ phim thuộc thể loại tội phạm, hành động của Mỹ năm 1982. Phim được sản xuất vào năm 1982 do Michael Winner làm đạo diễn kiêm sản xuất. Đây là phần tiếp theo của series Death Wish. Cốt truyện phim là phần tiếp nối các sự kiện của phần trước. Nhân vật chính của phim vẫn là Paul Kersey do nam diễn viên Charles Bronson thủ vai. Sau khi kết thúc phần trước, ông đã cùng với gia đình chuyển đến Los Angeles với hi vọng sẽ thay đổi cuộc sống. Tuy nhiên những bi kịch do các băng đảng tội phạm gây ra vẫn tiếp tục đeo bám gia đình ông.
Bắt đầu từ phần này cho đến phần 4, hãng phim Cannon sẽ giữ vai trò chủ đạo sản xuất phim sau khi đã mua kịch bản từ Dino De Laurentiis. Cũng từ phần này trở đi tuy nhân vật trung tâm vẫn là Paul Kersey nhưng kịch bản sẽ có sự thay đổi chút ít so với kịch bản gốc của tiểu thuyết cùng tên. Sau khi ra mắt, phần 2 của phim đã thu về 16.1 triệu USD.

## Cốt truyện
Sau khi kết thúc phần trước, do có lệnh cấm từ New York, Paul cùng với gia đình chuyển đến Los Angeles bắt đầu cuộc sống mới với hi vọng mọi thứ sẽ tốt đẹp hơn. Tại đây ông đã gặp gỡ và quen biết với Geri Nichols- nữ phát thanh viên đài KABC-TV. Họ đính hôn và cùng lúc đó cũng đón cô con gái Carol đã hồi phục từ bệnh viện tâm thần. Tưởng chừng như mọi thứ đã viên mãn nhưng cũng như phần trước, bi kịch lại không buông tha cho gia đình ông. Vào 1 ngày nọ, Paul cùng Geri và cô con gái Carol đi dạo công viên thì bị 1 toán gồm 5 tên Nirvana, Punkcut, Stomper, Cutter và Jiver tấn công và cướp mất ví tiền của Paul. Paul đuổi theo chúng và bắt được 1 tên trong nhóm cướp là Jiver. Tuy nhiên ông lại tha cho hắn do hắn không cầm ví của ông.
Trong khi đó 4 tên còn lại đã lần ra được địa chỉ căn hộ nơi ông sinh sống thông qua chiếc ví của ông. Chúng đột nhập nhà Paul nhân lúc ông cùng với Carol chưa về và trong nhà chỉ có mỗi Rosario-nữ quản gia của ông. Tại đây chúng ra sức đập phá, cưỡng hiếp Rosario mặc cho cô đã van xin chúng. Paul cùng con gái về đến nhà thì bất ngờ bị chúng đánh úp bất tỉnh. Rosario định gọi cảnh sát nhưng cuối cùng cô bị 1 tên trong nhóm là Nirvana giết chết bằng cây xà beng. Sau đó chúng bắt Carol về hang ổ của chúng. Tại đây cô đã bị 1 tên trong nhóm ra sức cưỡng hiếp. Cú sốc bị cưỡng hiếp ở phần trước chưa nguôi, nay nó lại tái phát. Đau đớn, tủi nhục và hoảng sợ, Carol nhảy ra khỏi cửa sổ định trốn thoát. Nhưng bi kịch xảy ra khi cô rơi trúng cọc hàng rào sắt và tử vong.
Cái chết của cô con gái Carol như khiến Paul suy sụp. Trung úy Mankewicz muốn giúp ông tìm hung thủ nhưng ông từ chối. Sau đám tang của con gái, Paul quyết định mang 1 khẩu súng ngắn đến 1 khách sạn giá rẻ để bí mật hoạt động. Ông phát hiện 1 tên trong nhóm thủ ác là Stomper chính là 1 tên trong đường dây buôn bán ma túy và lần ra được chỗ hắn sẽ thực hiện giao dịch với 1 bang nhóm ma túy khác trong căn nhà hoang. Tại căn nhà hoang, Paul dùng khẩu súng ngắn giết chết 1 tên trong băng nhóm ma túy nhưng tha cho 2 tên còn lại và cuối cùng đối mặt với Stomper. Trông thấy Paul, hắn sợ hãi van xin Paul tha mạng nhưng ông không nghe và rút súng bắn chết hắn. Trở ra ngoài ông phát hiện 1 tên khác trong nhóm thủ ác là Jiver đang cố cướp của từ 1 cặp vợ chồng. Paul rút súng bắn hắn bị thương. Jiver chạy thoát nhưng Paul vẫn lần ra hắn nhờ vết máu đến 1 nhà kho bị bỏ hoang. Tại đây ông đã bắn chết hắn.
Cái chết của 2 tên thủ ác Stomper và Jiver đã nhanh chóng lan ra và sở cảnh sát L.A nghi ngờ Paul đứng sau những chuyện này. Họ mời Frank Ochoa- cảnh sát trưởng sở cảnh sát New York (N.Y) đến phối hợp điều tra do ông đã từng có hồ sơ về Paul ở phần trước. Frank lo ngại việc Paul bị bắt sẽ làm lộ chuyện thỏa thuận giữa ông và Paul ở phần trước sau khi Mankewicz-cảnh sát trưởng sở cảnh sát L.A nghi ngờ ông đang che giấu điều gì đó. Frank liền đến gặp Geri và kể cho cô nghe về quá khứ từng giết những tên tội phạm trước đó của Paul và cảnh báo cô sẽ gặp rắc rối nếu Paul tiếp tục hành động liều lĩnh như thế. Geri không tin nhưng cô vẫn đến gặp Paul để hỏi sự thật. Paul phủ nhận hết tất cả.
Frank bí mật theo dõi Paul khi Paul đang cố gắng truy lùng 3 tên thủ ác còn lại. Paul lần ra chúng đang giao dịch ma túy ở 1 công viên vắng vẻ nhưng lại không biết Frank đang theo dõi mình. 1 tên bắn tỉa núp trên cây định bắn Paul nhưng Frank đã kịp thời cảnh báo và rút súng bắn chết tên bắn tỉa. Cuộc giao tranh diễn ra ác liệt. Frank bị Nirvana bắn trọng thương rất nặng. Paul bắn chết Cutter, 1 tên trong băng buôn ma túy và bắn trọng thương Punkcut. Tên trùm trong băng buôn ma túy leo lên xe chạy thoát nhưng Paul kịp rút súng bắn nhiều phát trúng hắn khiến hắn bị lạc tay.Chiếc xe lao xuống vách núi và phát nổ khiến tên trùm tử vong. Paul chạy lại chỗ Frank khi lúc này Frank đang hấp hối. Trước khi nhắm mắt, Frank muốn Paul hãy trả thù cho ông.Nirvana trốn thoát trong khi Punkcut bị cảnh sát bắt được. Thông qua lời khi của Punkcut, cảnh sát đã có đủ manh mối để truy nã Nirvana. Punkcut sau đó tử vong vì vết thương quá nặng.
Paul đã biết được cảnh sát đã chuẩn bị xong chiến thuật truy bắt Nirvana thông qua 1 người đồng nghiệp của Geri. Ông đã có được thẻ căn nhận dạng của cảnh sát và dễ dàng tiếp cận được hiện trường nơi cảnh sát sẽ tóm Nirvana và giết hắn. Tuy nhiên Nirvana trong tình trạng lên cơn phê Phencyclidine đã rút dao tự đâm cánh tay của hắn và đâm trọng thương nhiều sĩ quan. Trong lúc này ở nội bộ cảnh sát và bác sĩ đã xuất hiện nhiều thành phần biến chất nhận tiền để che giấu tội phạm. Vì thế nhờ sự thỏa thuận của những thành phần biến chất này, Nirvana được đưa đến 1 bệnh viện tâm thần nhưng thực chất là để giúp hắn có cơ hội trốn thoát. Paul cùng Geri đến để phỏng vấn tên tội phạm nhưng bị những tên cảnh sát và bác sĩ biến chất ngăn cản. Paul bí mật đánh cắp 1 thẻ bác sĩ từ 1 tên bác sĩ biến chất. Ông đột nhập được vào phòng nơi Nirvana đang chữa bệnh và đối đầu với hắn. Nirvana dùng dao mổ đâm nhiều nhát khiến Paul bị thương nhưng ông kịp thời đạp hắn khiến hắn té trúng hệ thống cầu dao và bị điện giật chết. 1 người phục vụ phòng chứng kiến chuyện này nhưng anh cảm kich trước hành động trừng trị tên thủ ác của Paul nên đã để ông bí mật trốn thoát trong 3 phút rồi mới nhấn chuông báo động.
Tại nhà Paul, Geri vô tình nhìn thấy tấm thẻ bác sĩ giả cùng lúc đó tin Nirvana chết phát sóng trên Radio. Đến lúc này cô đã biết những lời Frank nói hôm trước là sự thật. Cô quyết định chia tay Paul. Trước khi đi, cô để lại cho ông 1 lá thư cùng với chiếc nhẫn đính hôn.
Ở đoạn cuối phim, vài tháng sau khi hôn ước của Paul và Geri bị hủy bỏ, Paul tham gia 1 sự kiện về dự án kiến trúc mới. Paul được giám đốc của mình mời đi dự tiệc và hỏi liệu Paul sẽ tham dự. Paul đáp:" Liệu tôi sẽ còn làm gì nữa". Bóng dáng của ông đi trong đêm cùng với đó là 3 tiếng súng.

## Vai diễn
- Charles Bronson vai Paul Kersey: 1 kiến trúc sư có người vợ bị giết và đứa con gái bị hãm hiếp bởi các băng đảng tội phạm đã quyết định sẽ diệt trừ các băng đảng tội phạm để trả thù.
- Jill Ireland trong vai Geri Nichols: 1 nữ phát thanh viên đài KABC-TV ở L.A.Cô có cảm tình với Paul và đã cùng Paul đính hôn. Tuy nhiên sau khi biết được Paul có dính líu đến những vụ án thanh trừng các băng tội phạm, cô đã chia tay với ông.
- Robin Sherwood vai Carol Kersey: con gái của Paul có số phận bất hạnh vì liên tục bị những tên tội phạm bắt cóc và làm nhục. Cô chết khi đang cố gắng thoát khỏi chúng. Cái chết của cô khiến Paul gần như suy sụp.
- Vincent Gardenia vai Frank Ochoa: cảnh sát trưởng sở cảnh sát N.Y và từng giúp đỡ Paul tránh khỏi bị bắt ở phần trước. Ông hi sinh khi giúp Paul tiêu diệt những tên tội phạm.
- Ben Frank vai Trung Úy Mankiewicz: Cảnh sát trưởng sở cảnh sát L.A từng có ý giúp đỡ Paul truy tìm thủ phạm giết chết Carol nhưng bị ông từ chối.
- Silvana Gallardo vai Rosario: nữ quản gia của Paul Kersey. Cô rất quý mến Paul và Carol. Cô bị băng cướp của Nirvana hãm hiếp và giết hại
- Thomas F. Duffy vai Nirvana: cầm đầu băng cướp gồm 5 tên đã tấn công và sát hại Rosario, Carol và được xem là 1 tên hung hãn, máu lạnh nhất trong 5 tên. Hắn bị thiệt mạng khi đang giao tranh với Paul do bị Paul đạp ngã trúng hệ thống cầu dao và bị điện giật chết.
- Kevyn Major Howard vai Stomper: 1 tên trong băng cướp của Nirvana. Hắn là tên đầu tiên bị Paul giết trong căn nhà hoang khi đang giao dịch ma túy. So với 4 tên còn lại thì Stomper là tên có vẻ nhát gan nhất khi bị Paul giết mà không hề có 1 phản ứng chống trả nào.
- Stuart K. Robinson vai Jiver: 1 tên trong băng cướp của Nirvana. Hắn là tên thứ 2 bị Paul giết trong khu nhà kho bị bỏ hoang khi đang cố gắng thực hiện 1 vụ cướp. Hắn chính là tên đã cưỡng hiếp Carol và cũng là tên đầu tiên chạm mặt với Paul.
- Laurence Fishburne III vai Cutter: 1 tên trong băng cướp của Nirvana. Đây là tên thứ 3 bị Paul giết trong lúc giao tranh ở công viên nơi mà hắn cùng với Nirvana và Punkcut đang giao dịch ma túy. Hắn thường xách theo 1 cái radio gọi là "Boombox" mỗi khi hành sự.
- E. Lamont Johnson vai Punkcut: 1 tên trong băng cướp của Nirvana. Đây là tên thứ tư bị Paul giết. Mặc dù Paul không trực tiếp giết được hắn nhưng ông đã làm hắn bị thương nặng và chết sau khi bị cảnh sát bắt.